# Fisker Karma
Pour les articles homonymes, voir Karma (homonymie) et Fisker (homonymie).
 (mars 2012).
Si vous disposez d'ouvrages ou d'articles de référence ou si vous connaissez des sites web de qualité traitant du thème abordé ici, merci de compléter l'article en donnant les références utiles à sa vérifiabilité et en les liant à la section « Notes et références ».
La Fisker Karma est la première berline de luxe électrique à prolongateur d'autonomie. Elle était assemblée par l'usine finlandaise Valmet Automotive pour le compte du constructeur automobile américain Fisker Automotive. Son concepteur Henrik Fisker est également le designer des : Aston Martin DB9, Aston Martin Vantage, BMW Z8, VLF Force One et la Fisker EMotion, entre autres.

## Historique
La Fisker Karma est présentée au salon de Détroit 2008.
En 2013, à la suite de problèmes financiers, le constructeur s’est placé sous la protection de la loi américaine sur les faillites et Henrik Fisker a démissionné de sa propre marque. En 2014, il est racheté par une multinationale, le groupe Wanxiang. En 2015, celui-ci annonce que la Fisker Karma sera de nouveau produite.
Grâce à sa conception et son fonctionnement, la Fisker Karma se veut à l'origine un projet à vocation écologique.
L'acteur américain et militant environnemental Leonardo DiCaprio ainsi que l'ancien vice-président américain Al Gore, également militant environnemental, furent parmi les tout premiers acheteurs de ce véhicule.

## Caractéristiques

### Motorisation EVer
La Fisker Karma est équipée de deux moteurs électriques d'une puissance de 150 kW chacun pour un total de 403 chevaux et un couple de 1 300 N m. Elle est équipée également d'un moteur thermique qui sert à recharger les batteries mais n'actionne pas les roues directement, un 4-cylindres de 2 litres Ecotec suralimenté pour développer une puissance de 260 chevaux. Ce n'est donc pas une voiture hybride mais bien une voiture électrique à prolongateur d'autonomie, en anglais Electric Vehicle with Extended Range (EVer).

### Transmission
Comme toute voiture à propulsion purement électrique elle est dépourvue de boîte de vitesses. Les moteurs électriques sont connectés à un différentiel autobloquant gérant électroniquement la puissance transmise aux roues motrices arrière.

### Modes de conduite
La Fisker Karma dispose de trois modes de conduite accessible via des palettes situé au niveau du volant.

#### Mode Stealth
Le mode « Stealth » est le mode « tout électrique » de la Karma. Il n'utilise que les batteries pour alimenter les moteurs électriques. La vitesse maximale via ce mode est de 153 km/h. Ce mode dispose d'une autonomie annoncée de 83 km, le générateur thermique prolongeant l'autonomie à 483 km.

#### Mode Sport
Le mode « Sport » est le mode utilisant les moteurs électriques et le générateur thermique. Le moteur thermique alimente directement les moteurs électriques et les batteries le soutiennent pour tirer le maximum des 403 chevaux. La vitesse maximale via ce mode est de 200 km/h.

#### Mode Hill
Le mode « Hill » (1 et 2) est un mode « frein moteur ». Ce mode utilise les moteurs électriques en générateur, l'effet frein moteur permet de recharger les batteries pendant une descente tout en contrôlant la vitesse sans que le conducteur ait besoin de toucher la pédale de freins.

## Aspect écologique
Dotée d'un design unique, issu du travail d'Henrik Fisker, la Fisker Karma est plus qu'un projet commercial, elle est un véritable projet d'ingénieur. La peinture extérieure est une peinture sans solvant à base d'eau ; pour les reflets métallisés, des cristaux de verre recyclé ont été incorporés. Le rembourrage des sièges est fabriqué à base de fibres de soja biodégradable une fois la durée de vie du véhicule atteinte. Les boiseries intérieures sont issues d'un bateau coulé et récupéré au fond du lac Michigan (Sunken Wood, grume de chêne blanc datant du dix-huitième siècle) ou lors d'incendies ou de tempêtes survenues en Californie (Fallen Wood et Rescued Wood). Le cuir est issu uniquement de bêtes à viande élevées selon le principe des cinq libertés et transformé dans une usine autosuffisante.Fisker proposait également la possibilité de choisir entre le cuir et un daim en polyester entièrement recyclé et certifié sans matière animale. Le toit, équipé d'un panneau solaire, sert à alimenter certaines composantes électriques de la voiture.

## Équipements
La Fisker Karma ne propose pas d'option, les équipements étant proposés proportionnellement au niveau de finitions (EcoStandard, EcoChic et EcoSport). La Karma dispose de séries de jantes 22 pouces (une première sur le marché des voitures de production lors de son apparition), un toit photovoltaïque, des feux avant au xénon et feux de jour à DEL, la climatisation, des sièges avant et arrière chauffants, des sièges avant à réglage électrique, et une caméra de recul (EcoChic et EcoSport) entre autres.